# Srebotje
Srebotje este o localitate din comuna Šentilj, Slovenia, cu o populație de 144 de locuitori.